# Pisarzowice (powiat Kamiennogórski)
Pisarzowice (Duits: Schreibendorf) is een dorp in de Poolse woiwodschap Neder-Silezië. De plaats maakt deel uit van de gemeente Kamienna Góra.

## Galerij

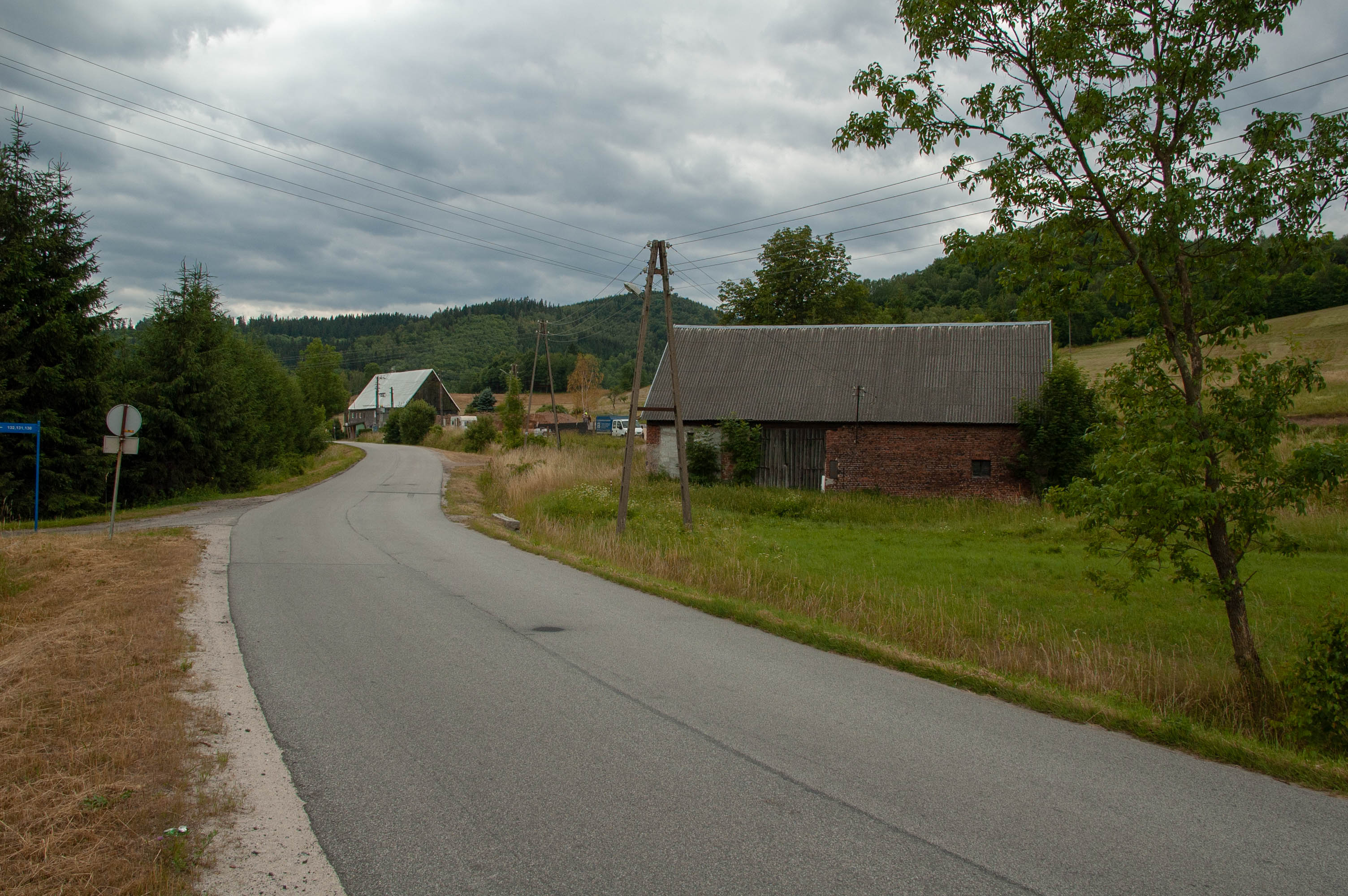
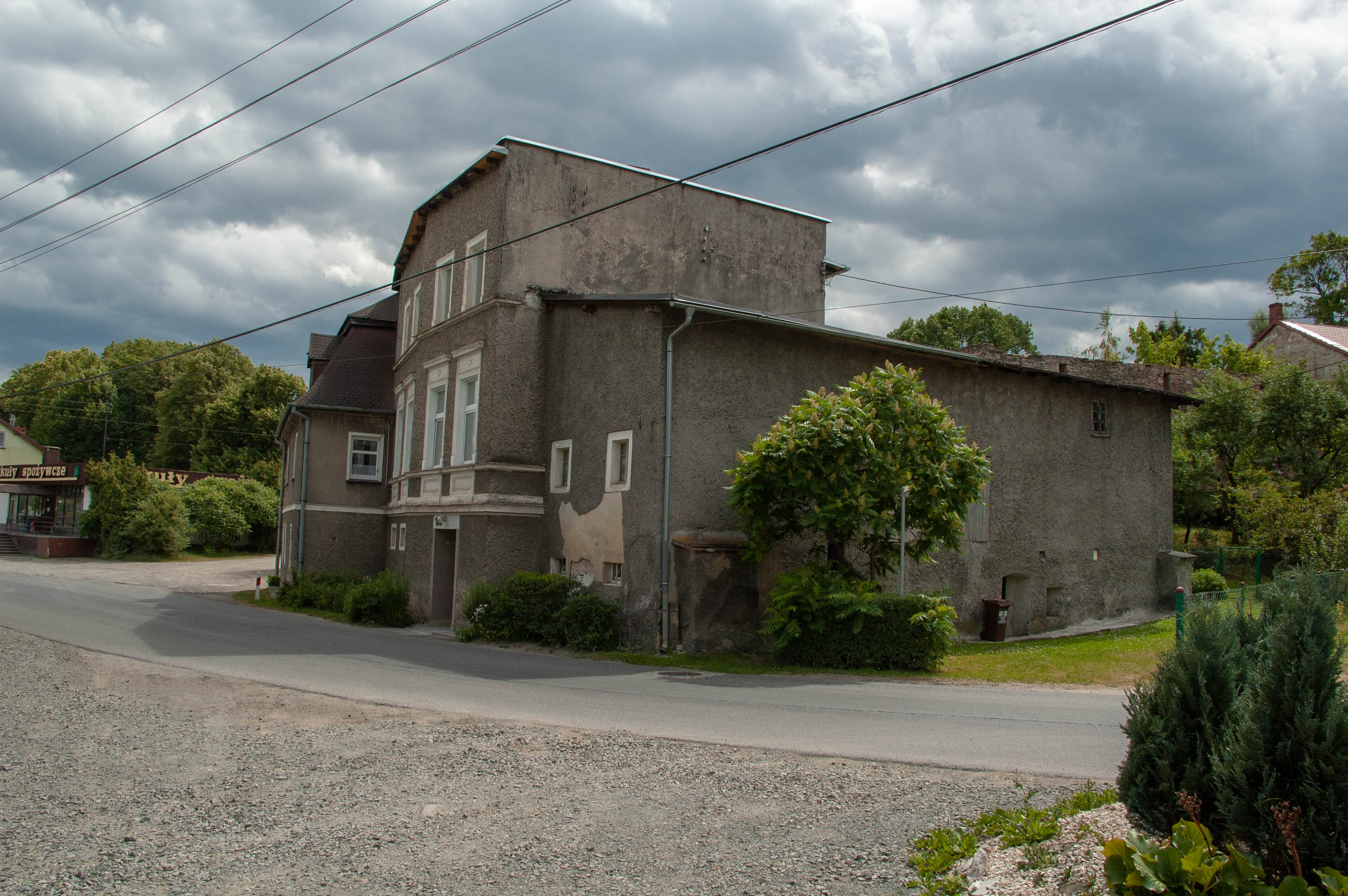
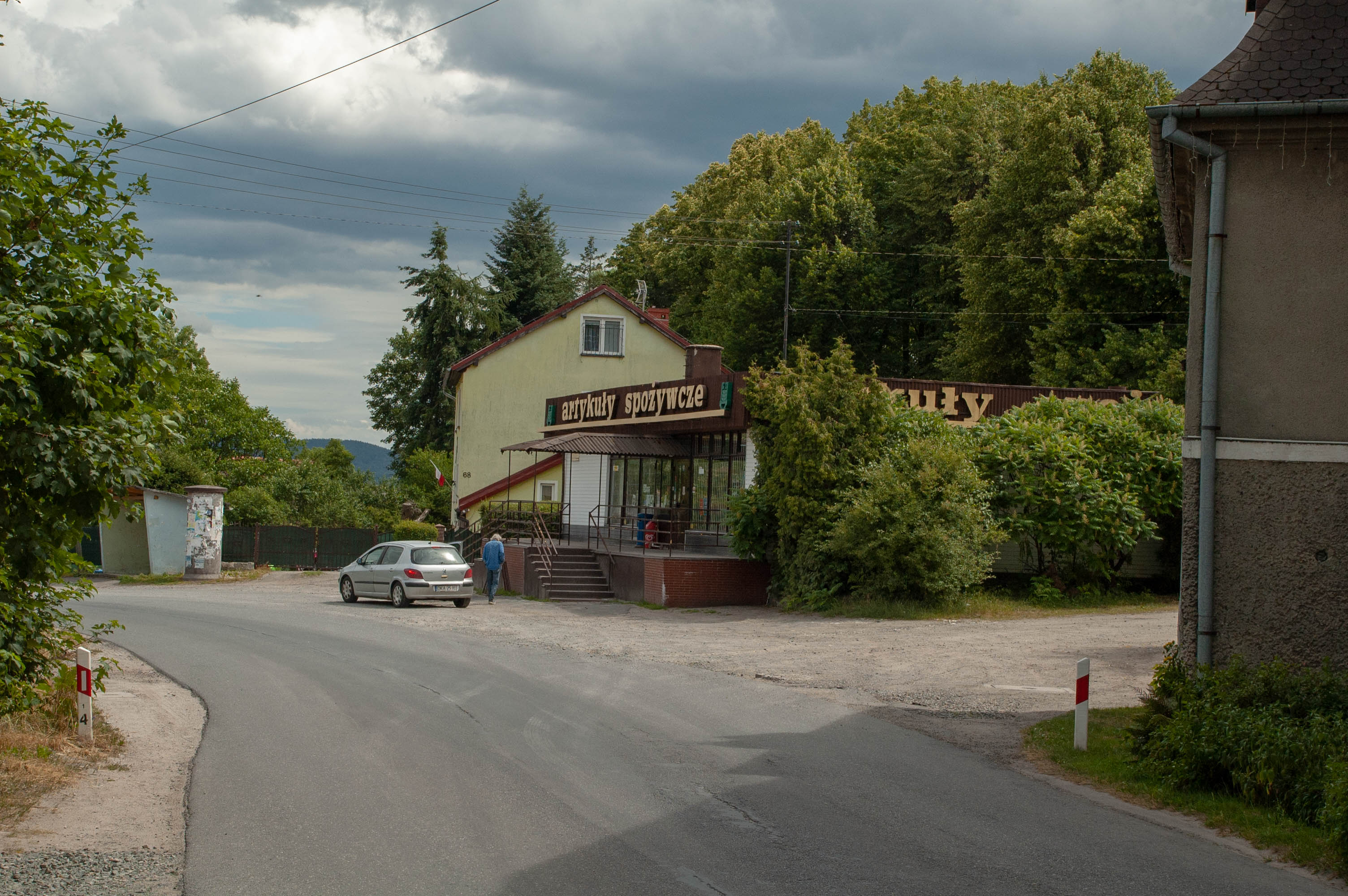
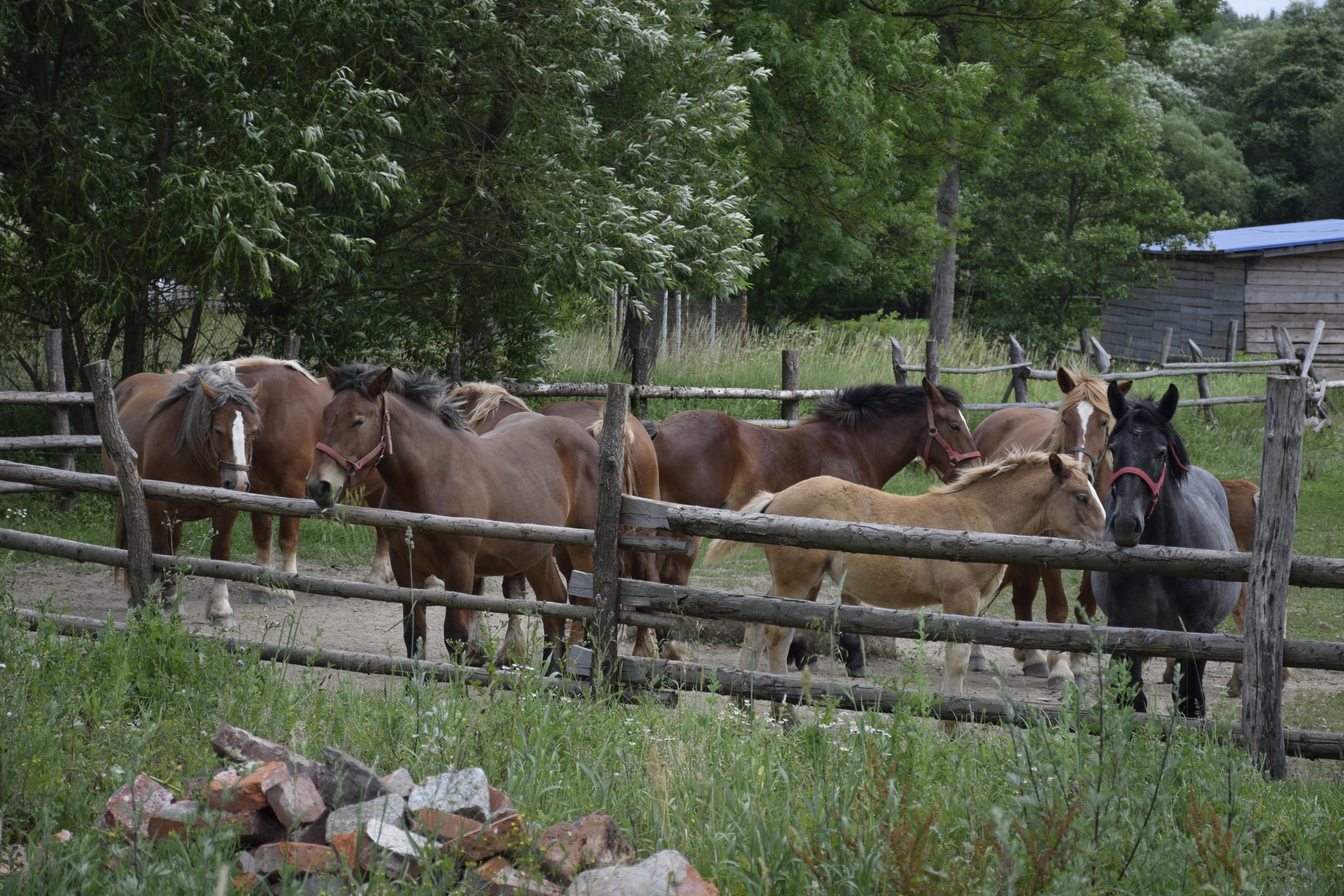

## Verkeer en vervoer
- Station Pisarzowice